# ダイフェン
ダイフェン、ダウフェン（オランダ語: Duiven [ˈdœyvə(n)] ( 音声ファイル)）とは、オランダヘルダーラント州に位置する基礎自治体（ヘメーンテ）である。

## 概要
ダイフェンの名は日本語に訳すと「鳩」になる。そのため市章と市のロゴは鳩を象っているが、ダイフェンは語源学的には砂丘（Duinen）に関係がある語とされている。ダイフェンの市旗は1954年6月25日以来使われている。

## 集落

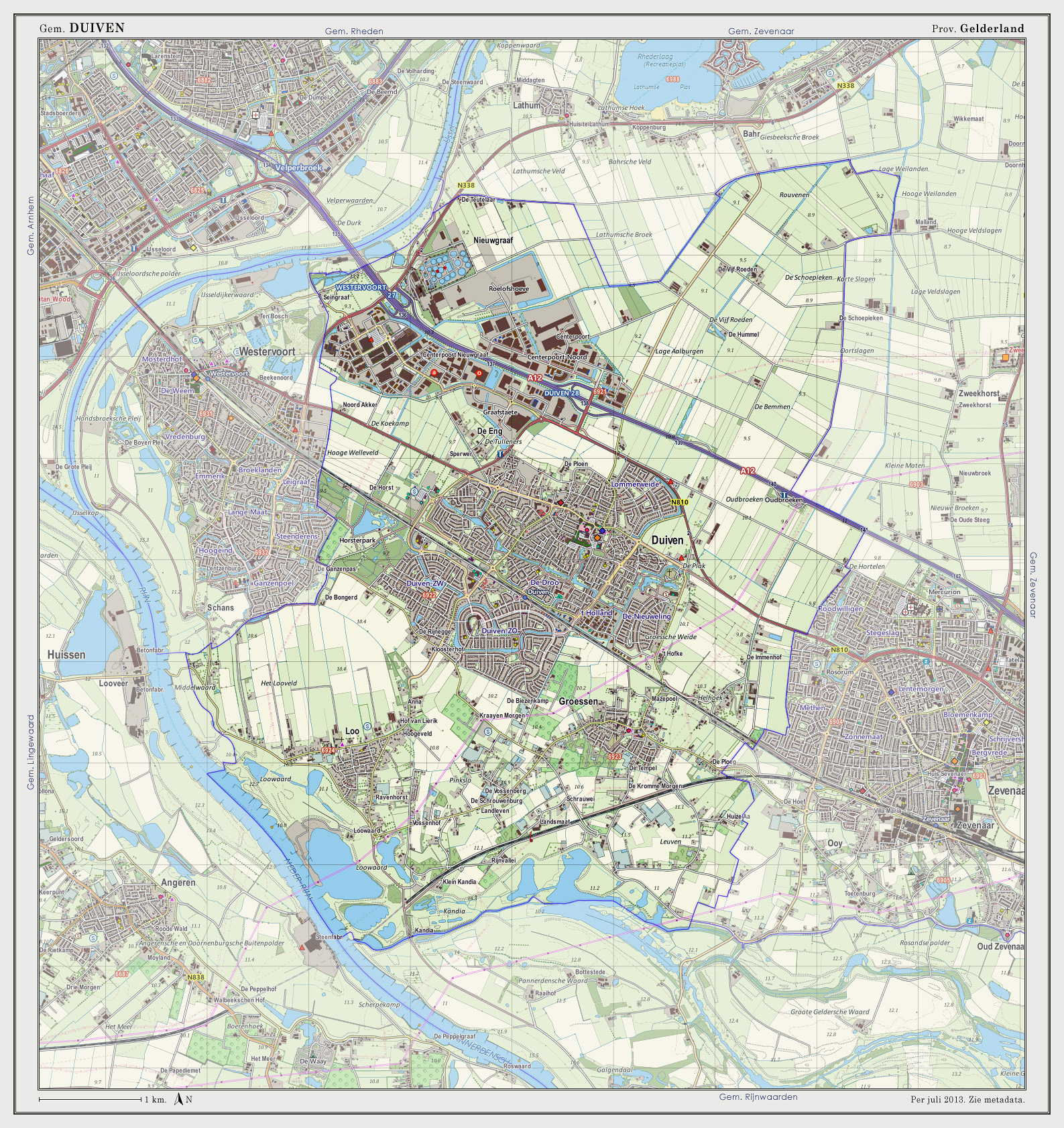
2013年時点のダイフェン

### 村落
- ダイフェン（オランダ語版）
- グロエッセン（オランダ語版）
- ロー（オランダ語版）

### 集落
- デ・エング（オランダ語版）
- ヘルフーク（オランダ語版）
- ニューグラーフ（オランダ語版）

## 交通
ダイフェン駅からアーネム方面やドゥーティンヘム、ヴィンテルスヴェイク方面へと向かう列車が利用出来る。平日は時間4本の列車がアーネム-ドゥーティンヘム間を走行しており、うち2本の列車がヴィンテルスヴェイクまで運行されている。休日は時間2本の列車がアーネム-ヴィンテルスヴェイク間を走行している。